# La Plage
Pour les articles homonymes, voir Plage (homonymie).
Pour plus de détails, voir Fiche technique et Distribution.
La Plage (The Beach) est un film dramatique britannico-américain réalisé par Danny Boyle et sorti en 2000. C'est une adaptation du roman du même nom d'Alex Garland (1996).
En Thaïlande, un jeune américain, Richard (Leonardo DiCaprio), apprend l'existence, dans une île au large des côtes, d'un Éden où vit une petite communauté. Il s'y rend avec deux Français, Françoise (Virginie Ledoyen) et Étienne (Guillaume Canet).
S'il est plutôt mal accueilli par la critique, le film s'en sort remarquablement bien sur le plan commercial. En France, il se classe à la 18e place au box-office en 2000 avec plus de deux millions d'entrées.

## Synopsis

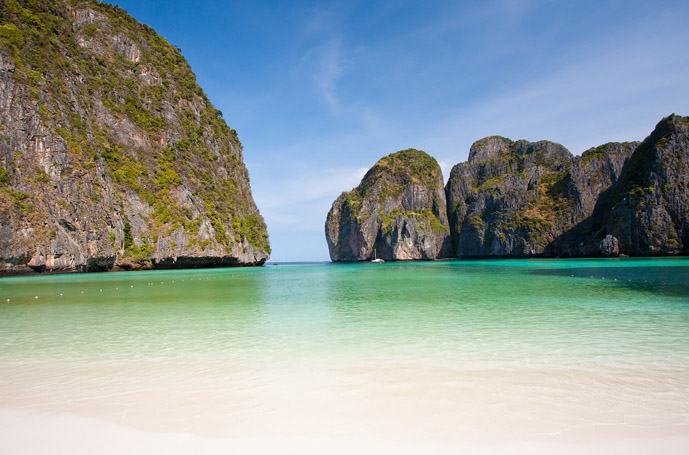
Baie de Maya sur l'île de Ko Phi Phi Le en Thaïlande.

Richard, un jeune touriste américain en quête d'aventure à Bangkok, séjourne dans un hôtel de voyage terne sur Khao San Road où il rencontre un jeune couple de Français, Françoise et Étienne. Il rencontre également Daffy, qui lui parle d'une île vierge et inhabitée dans le golfe de la Thaïlande avec une belle plage cachée. Daffy explique qu'il s'y est installé en secret plusieurs années auparavant, mais que des difficultés sont survenues et qu'il est parti. Le lendemain matin, Richard découvre que Daffy s'est suicidé en s'ouvrant les veines et lui a laissé une carte de l'île. Richard persuade Françoise et Étienne de l'accompagner sur l'île, et les trois se rendent à Ko Samui. Richard rencontre deux autres surfeurs américains qui ont entendu des rumeurs sur la plage dont Daffy lui a parlé et il leur laisse une copie de la carte, par peur de l'inconnu.
En route vers l'île, Richard tombe amoureux de Françoise. Après avoir nagé jusqu'à l'île depuis une île voisine, ils trouvent une plantation de cannabis gardée par des agriculteurs thaïlandais armés. Évitant d'être repérés, ils parviennent à traverser l'île et rencontrent Keaty, qui les conduit à une communauté de voyageurs vivant sur l'île en secret. Sal, la chef anglaise de la communauté, explique que les agriculteurs les autorisent à rester tant qu'ils restent entre eux et ne permettent pas à d'autres voyageurs de venir sur l'île. Richard ment en disant qu'ils n'ont montré la carte à personne d'autre. Le trio est alors intégré au sein de la communauté.
Un soir, Françoise invite Richard à la plage, où elle lui annonce qu'elle est en train de tomber amoureuse de lui et ils entament une liaison. Bien qu'ils espèrent garder le secret, la communauté l'apprend. Bien qu'il soit en colère, Étienne dit à Richard qu'il ne fera pas obstacle à leur relation si Françoise est plus heureuse avec ce dernier.
Un jour, Sal informe la communauté que les dernières portions de riz ont été contaminées par un champignon toxique. Elle choisit Richard pour l'accompagner dans une expédition de ravitaillement vers Ko Pha Ngan. Une fois sur place, Richard retrouve les surfeurs américains qui se préparent à rechercher l'île et mentionnent la carte de Richard. Sal est interloquée mais croit Richard lorsqu'il dit qu'ils n'ont pas de copie de la carte. Pour s'assurer le silence de Sal, Richard a des relations sexuelles avec elle sur son ordre. À leur retour sur l'île, Richard ment à Françoise en disant qu'il n'a pas eu de relations sexuelles avec Sal.
Trois pêcheurs de la communauté sont attaqués par un requin alors qu'ils pratiquent la pêche sous-marine. L'un d'eux est tué et un autre, Christo, est gravement blessé à une jambe. Il demande des soins médicaux, mais Sal ne l'autorise à partir que s'il promet de ne pas révéler l'emplacement de la plage. Cependant, terrifié par l'eau, Christo refuse d'être emmené sur le continent pour y être soigné, mais Sal refuse de laisser venir des médecins sur l'île pour le soigner. Alors que l'état de l'homme s'aggrave et ne supportant plus ses cris de souffrance, la communauté décide de tout simplement l'abandonner dans la jungle. Écœuré par ce geste, Étienne refuse de laisser Christo et reste auprès de lui.
Lorsque les surfeurs débarquent sur l'île voisine, Sal ordonne à Richard de les renvoyer et de détruire leur carte. Elle raconte à tout le monde qu'elle et Richard ont eu des relations sexuelles, ce qui laisse Françoise en colère et le cœur brisé, la poussant à retourner auprès d'Étienne. Isolé du groupe, Richard commence à sombrer dans la folie, imaginant qu'il converse avec le défunt Daffy.
Les surfeurs parviennent à atteindre l'île mais sont découverts et tués par les agriculteurs. Choqué d'assister à leur mort, Richard retrouve la raison et s'enfuit à toutes jambes jusqu'à la communauté. Après avoir retrouvé Françoise et Étienne, ils les convainc de quitter l'île mais Étienne fait savoir à Richard que l'état de Christo s'est aggravé puisque sa jambe est gangrenée. Richard demande à Françoise et Étienne de l'attendre au bateau puis il étouffe Christo afin d'abréger ses souffrances. Mais en sortant de la tente, Richard est capturé par les agriculteurs avec Françoise et Étienne. Leur chef est furieux contre la communauté pour avoir rompu leur accord de ne plus autoriser l'arrivée de nouveaux arrivants. C'est alors qu'il donne à Sal un pistolet chargé d'une seule balle et lui impose un ultimatum : soit elle tue Richard et le groupe sera autorisé à rester, soit ils quittent l'île immédiatement et ne reviendront plus jamais. Sal s'empare immédiatement du pistolet et appuie la gâchette mais la chambre est vide. Choqués de constater qu'elle était prête à aller jusqu'au meurtre pour garder sa communauté, tous les membres abandonnent Sal et quittent l'île à bord d'un radeau improvisé.
De retour aux États-Unis, Richard reçoit dans un cybercafé un e-mail de Françoise avec une photo de groupe nostalgique de la communauté balnéaire dans des temps plus heureux.

## Fiche technique
- Titre original : The Beach
- Titre français : La Plage
- Réalisation : Danny Boyle
- Scénario : John Hodge, d'après le roman d'Alex Garland
- Musique : Angelo Badalamenti
- Direction artistique : Ricky Eyres, Suchartanun 'Kai' Kuladee, Rod McLean et Ben Scott
- Décors : Andrew McAlpine (de)
- Costumes : Rachael Fleming
- Photographie : Darius Khondji
- Montage : Masahiro Hirakubo
- Production : Andrew Macdonald
- Société de production : Figment Films
- Société de distribution : 20th Century Fox
- Budget : 50 000 000 de dollars
- Pays d'origine : Royaume-Uni, États-Unis
- Langues originales : anglais, français, suisse, thaï, serbe
- Format : couleur - 2.35 : 1 Cinémascope - Dolby numérique - 35 mm
- Genre : drame, aventure
- Durée : 115 minutes
- Dates de sortie :
  -  États-Unis,  Royaume-Uni : 11 février 2000
  -  Belgique,  France : 16 février 2000

## Distribution
|                                                                                    |  |  |
| Leonardo DiCaprio et Virginie Ledoyen à une conférence de presse du film, en 2000. |  |  |

- Leonardo DiCaprio (VF : Damien Witecka[2]) : Richard
- Virginie Ledoyen (VF : elle-même) : Françoise
- Guillaume Canet (VF : lui-même) : Étienne
- Tilda Swinton (VF : Nathalie Juvet) : Sal
- Robert Carlyle (VF : Éric Herson-Macarel) : Daffy
- Paterson Joseph (VF : Christophe Peyroux) : Keaty
- Lars Arentz-Hansen (VF : Guillaume Orsat) : Bugs
- Peter Youngblood Hills (VF : Luc Boulad) : Zeph
- Jerry Swindall (VF : Emmanuel Garijo) : Sammy
- Espérance Pham Thai Lan : réceptionniste et serveuse du cybercafé
- Susan Vidler : Sonja
- Pauline Lynch : Weathergirl
- Damien Tripon : Beautiful boy
- Hélène de Fougerolles : Hélène
- Elizabeth Thomas : une membre de la communauté au crâne rasé

## Production
Le film a été tourné dans le Sud de la Thaïlande, à l'Hôtel On On de Phuket et sur l'île de Koh Phi Phi Lee (au sud de Koh Phi Phi Don), dont l'écosystème aurait été fortement affecté par le tournage. L'acheminement du matériel de tournage sur l'ile aurait fait de nombreux dégâts à sa faune, sa flore et son récif. L'information a été démentie par la production, qui, après le tournage, entama une opération de dépollution du site. La plage et ses abords furent totalement nettoyés. Cependant, une tempête quelques mois plus tard ramena autant de déchets qu'il en avait été enlevé.
À l'origine, ce devait être Ewan McGregor, acteur fétiche de Danny Boyle, qui devait incarner le rôle de Richard. Cependant, les producteurs auraient accepté d'augmenter le budget accordé à Danny Boyle s'il engageait Leonardo DiCaprio, ce qui fait que pendant 15 ans, Ewan McGregor et Danny Boyle n'ont plus du tout tourné ensemble. Néanmoins, ils se retrouveront en 2016 pour la suite de Trainspotting.

## Musique
- Snakeblood, interprété par Leftfield
- Pure Shores, interprété par All Saints
- Porcelain (en), interprété par Moby
- Voices, interprété par Dario G
- Eight Ball, interprété par Underworld
- Spinning away, interprété par Sugar Ray
- Return of Django, interprété par Asian Dub Foundation
- On Your Own (Crouch End Broadway Mix), interprété par Blur
- Yéké yéké (Hardfloor Mix), interprété par Mory Kanté et remixé par Hardfloor
- Woozy, interprété par Faithless
- Richard, It's Business As Usual, interprété par Barry Adamson
- Brutal, interprété par New Order
- Lonely Soul, interprété par UNKLE
- Beached, interprété par Orbital et Angelo Badalamenti
- Out Of Control, interprété par The Chemical Brothers et Bernard Sumner

## Box-office
Le film a réalisé 2 280 331 entrées en France.

## Nominations
- Berlinale 2000 : En compétition pour l'Ours d'or
- Razzie Awards 2000 : Nomination au Razzie Award du pire acteur pour Leonardo DiCaprio

## Différences entre le livre et le film
- Dans le livre, Richard est britannique et Sal est américaine. Dans le film, c'est l'inverse.
- L'obsession de Richard pour la guerre et les jeux vidéo est plus expliquée dans le livre que dans le film.
- Keaty n'est pas obsédé par sa Game Boy dans le film.
- Dans le livre, Richard n'a aucune liaison amoureuse avec Françoise, malgré ses sentiments vis-à-vis d'elle, disant qu'il considère Étienne comme un type bien et qu'il ne veut pas lui infliger ça. Alors que dans le film, Richard considère Étienne plus comme un rival que comme un ami et finit par avoir une liaison avec Françoise[7].
- Dans le livre, Richard ne couche pas avec Sal lorsqu'il repart sur le continent rechercher des provisions. D'ailleurs, ce n'est pas avec Sal qu'il part, mais avec un homme prénommé Jed, qui n'apparaît pas dans le film. Dans le livre, Jed est celui qui conduit Richard, Françoise et Étienne à la communauté alors que dans le film, c'est Keaty qui les conduit à la communauté[7].
- D'autres personnages du livre comme Ella (qui travaille pour Unhygienix), Cassie (qui travaille pour Bugs), Jean (celle qui s'occupe des plantations), Jesse (qui travaille aux plantations), Moshe (l'autre chef du groupe de pêche), ainsi que deux autres filles yougoslaves ne figurent pas dans le film[7].
- Dans le livre, Keaty pêche un calamar mort qui va empoisonner certains habitants de l'île. Cette partie du livre n'est pas utilisée dans le film tout comme celle où Karl s'enfuit de l'île avec le seul bateau de la communauté[7].
- La fin du film est différente de celle du livre. Dans le livre, seuls Richard, Jed, Françoise, Étienne et Keaty parviennent à s'enfuir de la communauté et chacun repart refaire sa vie, alors que dans le film, tout le monde s'en va à bord d'un radeau, laissant Sal seule. Par ailleurs, si dans le livre, Richard semble traumatisé des événements sur l'île, il semble avoir repris une vie normale sans le moindre traumatisme à la fin du film[7].
- Dans le film, la scène finale montre Richard recevant un courrier électronique de Françoise à l'université. Cela ne figure pas dans le livre[7].

## Autour du film
- Au début du film, lorsque Richard arrive à l'hôtel, le film qui est diffusé est Apocalypse Now, de Francis Ford Coppola.
- Dans un établissement de Bangkok, le dessin animé Les Simpson est diffusé à la télévision.
- Lorsque Richard regarde la carte de Daffy, l'île semble se situer dans le golfe de Thaïlande, à l'ouest de Koh Phangan. Cependant l'île de Phi Phi Ley où a été tournée une partie du film se situe dans la mer d'Andaman.